# کیرشگلرزن
کیرشگلرزن (به آلمانی: Kirchgellersen) یک شهر در آلمان است که در Lüneburg واقع شده‌است. کیرشگلرزن ۲٬۰۹۴ نفر جمعیت دارد.